# Bangladeschische Cricket-Nationalmannschaft in Pakistan in der Saison 2024
Die Tour der bangladeschischen Cricket-Nationalmannschaft in Pakistan in der Saison 2024 fand vom 21. August bis zum 3. September 2024 statt. Die internationale Cricket-Tour war Bestandteil der Internationalen Cricket-Saison 2024 und umfasste zwei Test. Die Tests waren Bestandteil der ICC World Test Championship 2023–2025. Bangladesch gewann die Serie 2–0.

## Vorgeschichte
Pakistan spielte zuvor eine Tour gegen England, Bangladesch gegen den Vereinigten Staaten. Das letzte Aufeinandertreffen der beiden Mannschaften bei einer Tour fand in der Saison 2021/22 in Bangladesch statt.
Aufgrund der Unruhen in Bangladesch reiste das bangladeschische Team vorzeitig an, da daheim keine gesicherten Trainingsmöglichkeiten existierten.

## Stadien
Die folgenden Stadien wurde für die Tour vorgesehen. Der zweite Test sollte ursprünglich in Karachi stattfinden, doch hätten dort auf Grund von Bauarbeiten keine Zuschauer zuegegn seien können. Am 18. August 2024 wurde bekanntgegeben, dass daher auch der zweite Test in Rawalpindi stattfinden werde.
| Stadion                    | Stadt      | Kapazität | Spiele  |
| -------------------------- | ---------- | --------- | ------- |
| National Stadium           | Karachi    | 34.228    | 2. Test |
| Rawalpindi Cricket Stadium | Rawalpindi | 25.000    | 1. Test |

## Kaderlisten
Pakistan benannte seinen Kader am 7. August 2024.
Bangladesch benannte seinen Kader am 11. August 2024.
| Test | Test |
| Pakistan | Bangladesch |
| --- | --- |
| - Shan Masood (K) - Saud Shakeel (VK) - Aamir Jamal - Abdullah Shafique - Abrar Ahmed - Babar Azam - Kamran Ghulam - Khurram Shahzad - Mir Hamza - Mohammad Ali - Mohammad Huraira - Mohammad Rizwan (wk) - Naseem Shah - Saim Ayub - Salman Ali Agha - Sarfaraz Ahmed (wk) - Shaheen Afridi | - Najmul Hossain Shanto (K) - Hasan Mahmud - Khaled Ahmed - Litton Das (wk) - Mahmudul Hasan Joy - Mehidy Hasan Miraz - Mominul Haque - Mushfiqur Rahim (wk) - Nahid Rana - Nayeem Hasan - Shadman Islam - Shakib Al Hasan - Shoriful Islam - Taijul Islam - Taskin Ahmed - Zakir Hasan (wk) |

## Tests

### Erster Test in Rawalpindi
| 21. – 25. August Scorecard | Rawalpindi | Pakistan 448-6d (113) & 146 (55.5) | – | Bangladesch 565 (167.3) & 30-0 (6.3) |
|                            |            | Bangladesch gewinnt mit 10 Wickets |   |                                      |

Bangladesch gewann den Münzwurf und entschied sich als Feldmannschaft zu beginnen. Pakistan verlor früh drei Wickets, bevor Eröffnungs-Batter Saim Ayub zusammen mit dem fünften Schlagmann Saud Shakeel eine Partnerschaft formte. Ayub schied nach einem Fifty über 56 Runs aus und wurde durch Mohammad Rizwan gefolgt. Shakeel und Rizwan beendeten daraufhin den Tag beim Stand von 158/4. Am zweiten Tag gelang Shakeel ein Century über 141 Runs aus 261 Runs. Der hineinkommende Agha Salman erzielte 19 Runs und wurde durch Shaheen Afridi ersetzt. Daraufhin deklarierte Pakistan das innings als Rizwan ein Century über 171* Runs aus 239 Bällen und Afridi 29* Runs erreicht hatten. Beste bangladeschische Bowler waren Hasan Mahmud mit 2 Wickets für 70 Runs und Shoriful Islam mit 2 Wickets für 77 Runs. Für Bangladesch begannen Shadman Islam und Zakir Hasan und beendeten den tag beim Stand von 27/0. Am dritten Tag verlor Hasan sein Wicket nach 12 Runs, woraufhin Najmul Hossain Shanto 16 und Mominul Haque 50 Runs erzielten. Daraufhin kam Mushfiqur Rahim aufs Feld und Islam schied nach einem Fifty über 93 Runs aus. Nachdem Shakib Al Hasan 15 Runs erzielen konnte, beendete Litton Das zusammen mit Rahim den tag beim Stand von 316/5. Am vierten Tag konnte Das ein Fifty über 56 Runs erreichen und wurde durch Mehidy Hasan Miraz ersetzt. Rahim schied nach einem Century über 191 Runs aus 341 Bällen aus und Miraz formte mit Shoriful Islam eine Partnerschaft. Miraz erreichte ein Fifty über 77 Runs und Islam verlor das letzte Wicket des Innings nach 22 Runs und erhöhte damit den Vorsprung auf 117 Runs. Bester pakistanischer Bowler war Naseem Shah mit 3 Wickets für 93 Runs. Für Pakistan beendeten Eröffnungs-Batter Abdullah Shafique und der dritte Schlagmann Shan Masood den Tag beim Stand von 23/1. Am fünften Spieltag erreichte Masood 14 Runs und Babar Azam 22 Runs. Nachdem Mohammad Rizwan aufs Feld gekommen war, schied Shafique nach 37 Runs aus. Rizwan verlor sein Wicket nach einem Fifty über 51 Runs und kurz darauf fiel das letzte Wicket des Innings und setzte Bangladesch eine Vorgabe von 30 Runs. Beste bangladeschische Bowler waren Mehidy Hasan Miraz mit 4 Wickets für 21 Runs und Shakib Al Hasan mit 3 Wickets für 44 Runs. Für Bangladesch konnten dann die Eröffnungs-Batter Zakir Hasan (15 Runs) und Shadman Islam (9 Runs) die Vorgabe im siebten Over einholen. Damit gewann Bangladesch erstmals einen Text gegen Pakistan. Als Spieler des Spiels wurde Mushfiqur Rahim ausgezeichnet.

### Zweiter Test in Rawalpindi
| 30. August – 3. September Scorecard | Rawalpindi | Pakistan 274 (85.1) & 172 (46.2)  | – | Bangladesch 262 (78.4) & 185-4 (56) |
|                                     |            | Bangladesch gewinnt mit 6 Wickets |   |                                     |

Am ersten Tag konnte auf Grund von Regenfällen kein Spiel stattfinden. Am zweiten Tag gewann Bangladesch den Münzwurf und entschied sich als Feldmannschaft zu beginnen. Für Pakistan bildete Eröffnungs-Batter Saim Ayub zusammen mit dem dritten Schlagmann Shan Masood eine Partnerschaft. Masood erreichte ein Fifty über 57 Runs und wurde durch Babar Azam gefolgt. Ayub konnte ebenfalls ein Fifty über 58 Runs erzielen und der ihm folgende Saud Shakeel gelangen 16 Runs. Er wurde gefolgt durch Mohammad Rizwan und Azam schied nach 31 Runs aus. Rizwan bildete eine weitere partnerschaft zusammen mit Salman Agha, bevor er nach 29 Runs sein Wicket verlor und der ihm folgende Khurram Shahzad 12 Runs erreichte. Agha erzielte ein Fifty über 54 Runs, woraufhin kurz darauf das letzte Wicket des Innings nach 274 Runs fiel. Beste bangladeschische Bowler waren Mehidy Hasan Miraz mit 5 Wickets für 61 Runs und Taskin Ahmed mit 3 Wickets für 57 Runs. Kurz nachdem Bangladesch sein Innings begonnen hatte, endete der Tag beim Stand von 10/0. Am dritten Tag schied Eröffnungs-Batter Shadman Islam nach 10 Runs aus und Bangladesch verlor früh weitere fünf Wickets und stand bei 26/6, bevor Litton Das und Mehidy Hasan Miraz eine Partnerschaft formten. Miraz erreichte ein Fifty über 78 Runs und wurde gefolgt durch Hasan Mahmud. Das gelang ein Century über 138 Runs aus 228 Bällen und Mahmud beendete das Innings ungeschlagen mit 13* Runs und verkürzte so den Rückstand auf 12 Runs. Bester pakistanischer Bowler war Khurram Shahzad mit 6 Wickets für 90 Runs. Für Pakistan bildete Eröffnungs-Batter Saim Ayub mit dem vierten Schlagmann Shan Masood eine Partnerschaft und beendeten den Tag beim Stand von 9/2. Am vierten Tag erreichte Ayub 20 Runs und wurde gefolgt durch Babar Azam. Masood konnte 28 Runs erzielen und Azam 11 Runs. Daraufhin formten Mohammad Rizwan und Salman Agha eine weitere Partnerschaft. Rizwan konnte 43 Runs erreichen und Agha beendete das Inning mit ungeschlagenen 47* Runs und erhöhte so die Vorgabe auf 185 Runs. Beste bangladeschische Bowler waren Hasan Mahmud mit 5 Wickets für 43 Runs und Nahid Rana mit 4 Wickets für 44 Runs. Die bangladeschischen Eröffnungs-Batter Zakir Hasan und Shadman Islam konnten den Tag beim Stand von 42/0 beenden. Am fünften Spieltag schied Hasan nach 40 Run aus und wurde durch Najmul Hossain Shanto ersetzt. Islam konnte 24 Runs erzielen, woraufhin Mominul Haque aufs Feld kam. Shanto erzielte 38 Runs und Haque 34, bevor Mushfiqur Rahim (22* Runs) und Shakib Al Hasan (21* Runs) die Vorgabe einholten. Die pakistanischen Wickets erzielten Salman Agha, Abrar Ahmed, Khurram Shahzad und Mir Hamza. Als Spieler des Spiels wurde Litton Das ausgezeichnet.

## Auszeichnungen

### Player of the Series
Als Player of the Series wurden der folgende Spieler ausgezeichnet.
| Serie | Player of the Series |
| ----- | -------------------- |
| Test  | Mehidy Hasan Miraz   |

### Player of the Match
Als Player of the Match wurden die folgenden Spieler ausgezeichnet.
| Spiel   | Player of the Match |
| ------- | ------------------- |
| 1. Test | Mushfiqur Rahim     |
| 2. Test | Litton Das          |